# バラバラ (オーストラリア)
バラバラ・ステーション (Balla Balla Station) は、西オーストラリア州ピルバラ地方のカラサの北方138キロメートル (86 mi)、北西海岸ハイウェイに近い位置にある、
パストラル・リース、牧畜ステーション。
このステーションは、観光目的にも用いられており、キャンプが許可されているほか、釣りの好適地としてもよく知られている。
当地には、かつて海岸寄りの場所に、地域の重要な港町としてバラバラの町 (the town of Balla Balla) が存在していた。しかし、治水は不安定で、1898年には最初の洪水が記録された。
ウィムクリークの金鉱やエルギンクリーク (Elgin Creek) の銅鉱の発展を受け、町は1897年に、近傍の30,000エーカー (12,141 ha)を公共用地として要求した。その中には、家畜の水場となる淡水湖であるバラバラ・プール (Balla Balla Pool) が含まれていた。一時期は、20隊の労働者たちが雇われ、70頭以上のラクダを用いて、鉱山から物資を運び出していたという。
1896年、サイクロンが町を襲い、建物の大部分を破壊した。郵便局、鍛冶屋、シカゴ・ホテル (Chicago Hotel)、羊毛小屋は、いずれも全壊した。バラバラ・ホテル (the Balla Balla Hotel) は一部の屋根が飛び、何隻もの船が沈んだ。飛散物によって2人の命が失われた。
1902年に町を襲った嵐は大量の雨を降らせ、海面も町の高さとほぼ同じになるくらいの高潮となった。隣接するシャーロック・ステーションでは、およそ 203ミリメートル (8 in) の浸水となった。港湾地区は深刻な被害を受け、砂丘は消失し、後に残されたのはむき出しになった鉄路だけであった。
1907年には、港湾地区一帯の海上からの測量調査が、汽船「ペンギン (Penguin)」のエアリー船長 (Captain Airey) によっておこなわれた。この調査に合わせて、本土側のベラベラからデパッチ島までコーズウェイ（土手道）建設の費用の見積もりもおこなわれた。
1912年のサイクロンは、港に大混乱をもたらし、多数の船が沈み、何人もの溺死者が出た。「クラウン・オブ・イングランド (Crown of England)」、「エンタープライズ (Enterprise)」、「シヨ (Clyo)」などの船が沈んだ。バラバラ・クリークに避難していた真珠採りの船団は無傷であった。近くの海を航行していた「クーンバーナ (SS Koombana)」も、行方不明になった。
この地域は鉱物資源、特に金が豊かで、周辺ではいくつかの鉱山が操業している。ブリーン某 (a Mr Breen) が1926年以前に設定したリースは、試掘者によって「北西部で見てきた中では最良のもの (the best he had seen in the Nor' West)」であったと評された。アデレードに拠点を置く投資家集団バラバラ・シンジケート (the Balla Balla Syndicate) は、鉱山開発のため、10セットのバッテリーを備えた搗鉱機を建造するための資材とともにブリーンを1926年に当地へ再び派遣した。